# Head-down-Display

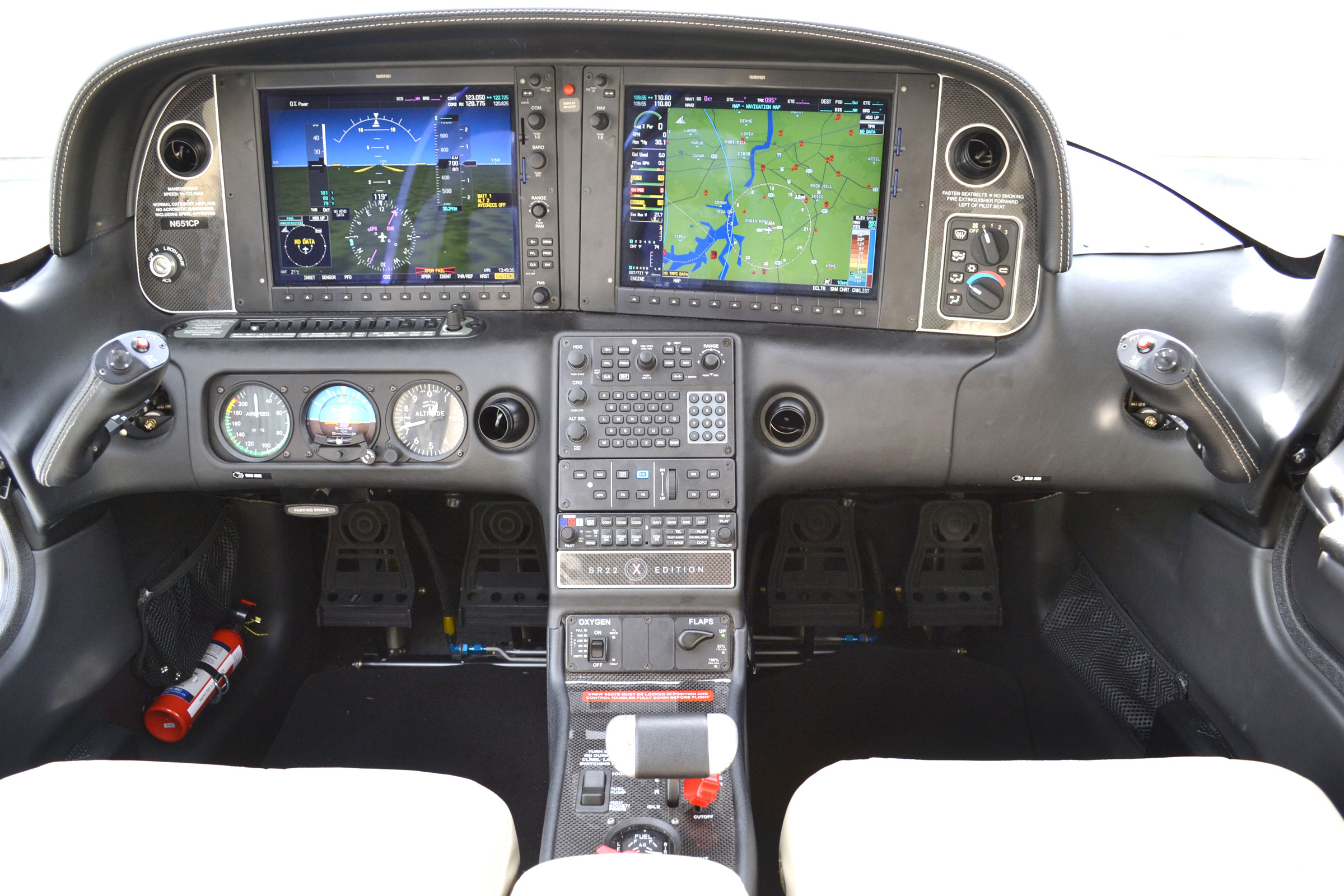
Cockpit einer Cirrus SR22 TN mit Head-down-Displays

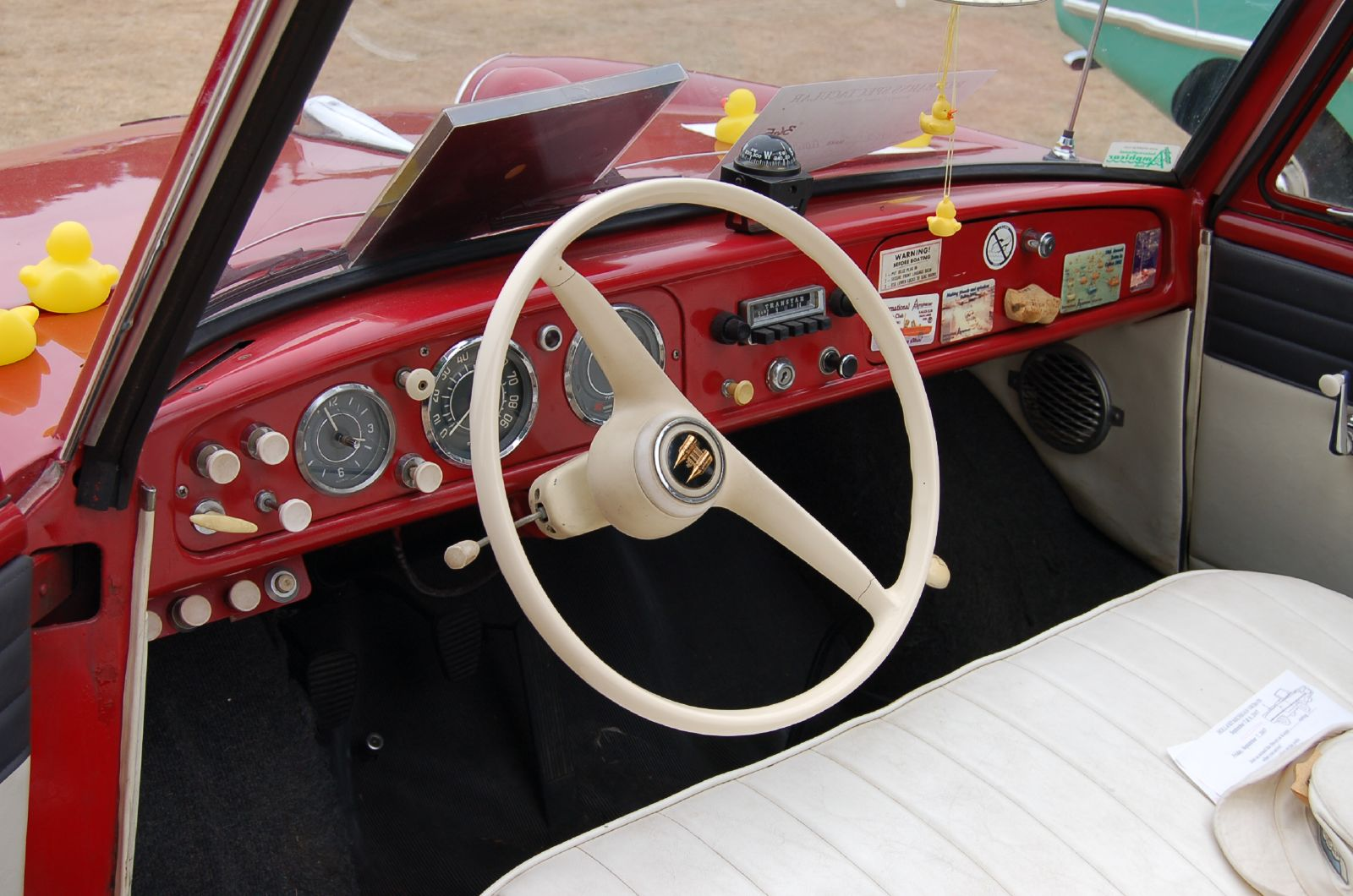
Armaturenbrett bei einem Auto von 1962

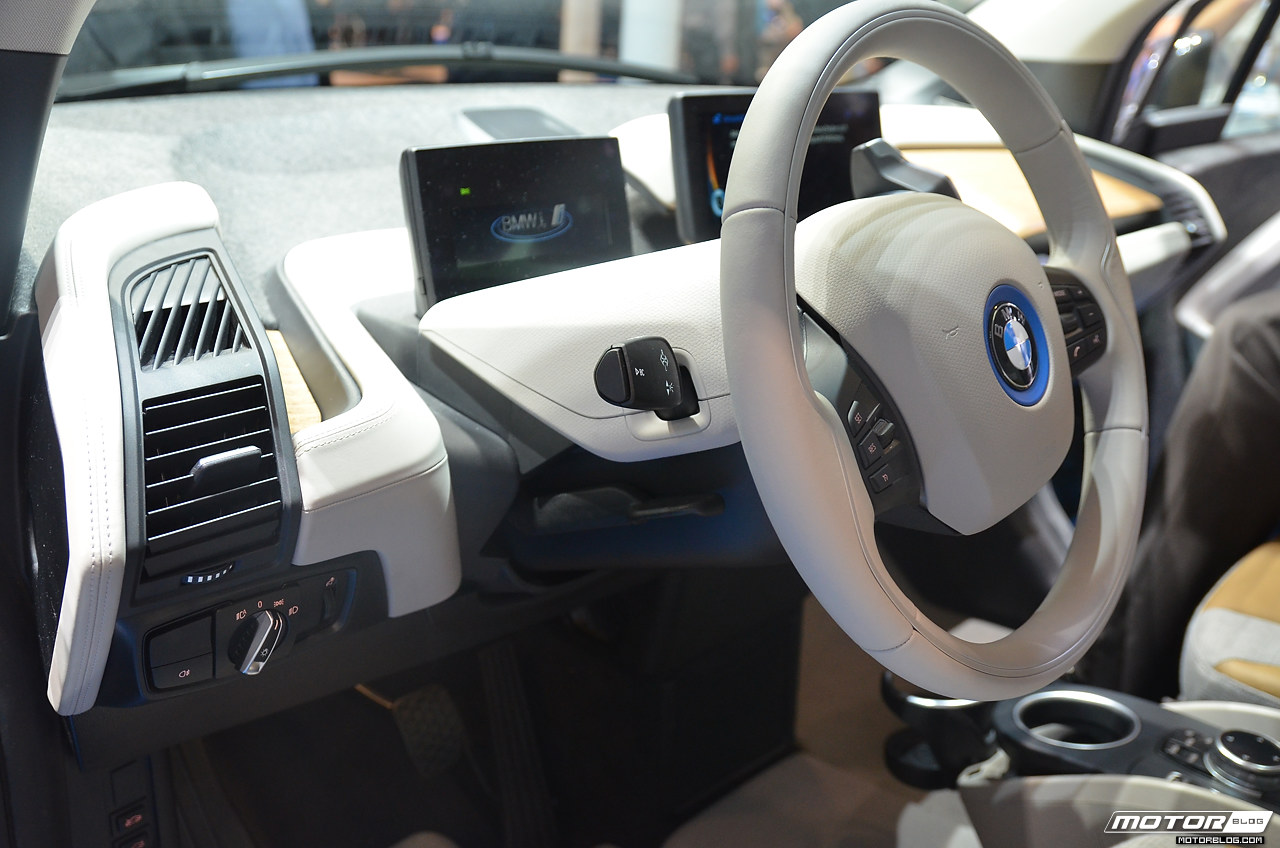
BMW i3 mit Displays als Kombiinstrument

Unter einem Head-down-Display (HDD) versteht man eine Anzeige in einem Fahrzeug oder Flugzeug, in dem der Fahrer seinen Blick von der Fahrbahn oder Flugbahn (hauptsächlich nach unten) abwenden muss, um die Information (z. B. der Geschwindigkeit oder Drehzahl) erfassen zu können.
Da der Fahrer oder Pilot auf Grund physiologischer Einschränkungen nur Gegenstände im so genannten fovealen Bereich der Netzhaut scharf sehen kann und verkehrsrelevante Informationen primär über diesen Bereich aufgenommen werden, muss er bei einer veränderten Verkehrssituation, die er peripher wahrnimmt, seinen Blick wieder auf die Fahrbahn lenken. Die Zeit, die er dazu benötigt, sowie die Zeit um danach eine Gefahrenstelle zu erfassen und darauf zu reagieren, kann ausreichen, einen Unfall zu verursachen.
Um dieses Gefahrenpotenzial zu verringern, versucht man seit den 1970er Jahren die aus der militärischen Luftfahrt stammenden Head-up-Displays (HUD) auch in Autos einzusetzen. Die HUD-Technik ermöglicht es, fahrerrelevante Informationen in den Windschutzscheibenbereich einzublenden, so dass der Fahrer seinen Blick nicht von der Fahrbahn abwenden muss.
In den heute gängigen Serienfahrzeugen werden bis auf ein paar wenige Ausnahmen nur Head-down-Displays eingesetzt.
In modernen Kampfflugzeug kommen oft Head-down-Displays und Helmdisplays (z. B. Joint Helmet Mounted Cueing System) zum Einsatz.
In der kommerziellen Luftfahrt werden Head-down-Displays immer mehr mit Head-up-Displays ergänzt, damit der Pilot-Flying bei schlechten Wetterbedingungen seinen Blick nicht auf das Instrumentencluster lenken muss.

## Begriff

### Avionik
In der Avionik wird Head-down-Display (Glascockpit/Electronic Flight Instrument System) teilweise in Abgrenzung zu traditionellen (Zeiger-)Instrumenten verwendet und teilweise in Abgrenzung zu Head-up-Displays.
Der Begriff ist seit mehreren Jahrzehnten in Verwendung.
Head-down und Head-up Bewegungen spielen bei Multi Crew Cockpits eine besondere Rolle, die Aufgabenteilung und Arbeitsabläufe werden darauf optimiert, unnötige Head-Up/Head-Down Prozeduren zu vermeiden.

### Automobil Sektor
Der Begriff Head-down-Display wird in der Automobil Forschung zu Abgrenzung von Head-up-Displays verwendet.
In dieser Verwendung des Begriffes wird nicht differenziert, ob es um ein Cluster aus Zeigeinstrumenten und/oder Digitaldisplays handelt.